# پیرانجلو مانزارولی
پیرانجلو مانزارولی (انگلیسی: Pierangelo Manzaroli؛ زادهٔ ۲۵ مارس ۱۹۶۹) بازیکن فوتبال اهل سان مارینو است.
از باشگاه‌هایی که در آن بازی کرده‌است می‌توان به اشاره کرد.
وی همچنین در تیم ملی فوتبال سان مارینو بازی کرده‌است.